# Liste der Naturdenkmale im Amt Crivitz
In der Liste der Naturdenkmale im Amt Crivitz werden die Einzel-Naturdenkmale und Flächennaturdenkmale aufgeführt, welche sich in dem zum Landkreis Ludwigslust-Parchim (Mecklenburg-Vorpommern) gehörenden Amt Crivitz befinden. Es handelt sich um eine Teilliste der Liste der Naturdenkmale im Landkreis Ludwigslust-Parchim.

## Naturdenkmale
| Bild                          | Nr.      | Bezeichnung            | Standort                                                    | Beschreibung | Schutzzweck | Verordnung                                          |
| ----------------------------- | -------- | ---------------------- | ----------------------------------------------------------- | --- | ----------- | --------------------------------------------------- |
| BW                            | 1168 PCH | Eiche                  | Leezen Görslow (53° 38′ 3,8″ N, 11° 30′ 49,7″ O)            | Der Schutzstatus wurde 2017 aufgehoben. |             |                                                     |
| BW                            | Ba 1     | Birke                  | Barnin (53° 35′ 38,2″ N, 11° 42′ 0,3″ O)                    | Der Schutzstatus wurde 2017 aufgehoben. |             |                                                     |
| BW                            | Ba 2     | Winterlinde            | Barnin (53° 36′ 57,8″ N, 11° 44′ 25,8″ O)                   | |             |                                                     |
| BW                            | Bü 1     | Stieleiche             | Bülow (53° 35′ 14″ N, 11° 46′ 3,7″ O)                       | |             |                                                     |
| BW                            | Bü 2     | Stieleiche             | Bülow (53° 35′ 15,4″ N, 11° 45′ 59,8″ O)                    | |             |                                                     |
| BW                            | Bü 3     | Rotbuche               | Bülow (53° 35′ 14,8″ N, 11° 45′ 57,6″ O)                    | |             |                                                     |
| BW                            | Bü 4     | Stieleiche             | Bülow (53° 35′ 14,8″ N, 11° 45′ 57,6″ O)                    | |             |                                                     |
| BW                            | Bü 5     | Traubeneiche           | Bülow (53° 35′ 12,3″ N, 11° 45′ 16,1″ O)                    | |             |                                                     |
| BW                            | Ca 2     | Stieleiche             | Cambs Ahrensboek (53° 42′ 39″ N, 11° 31′ 47,9″ O)           | |             |                                                     |
| BW                            | Ca 3     | Rotbuche               | Cambs Ahrensboek (53° 42′ 13,4″ N, 11° 33′ 53,3″ O)         | |             |                                                     |
| BW                            | Ca 4     | Stieleiche             | Cambs Ahrensboek (53° 42′ 14,6″ N, 11° 33′ 54,1″ O)         | |             |                                                     |
| BW                            | Ca 6     | Stieleiche             | Cambs Ahrensboek (53° 43′ 7,9″ N, 11° 32′ 20,4″ O)          | |             |                                                     |
| BW                            | Cr 1     | Stieleiche             | Crivitz (53° 35′ 23,2″ N, 11° 39′ 38,8″ O)                  | |             |                                                     |
| BW                            | Cr 2     | sieben Eichen          | Crivitz (53° 34′ 34,6″ N, 11° 39′ 23,1″ O)                  | Der Schutzstatus einer Eiche wurde 2017 aufgehoben. |             |                                                     |
| BW                            | Cr 4     | Gemeine Esche          | Crivitz (53° 34′ 27,5″ N, 11° 39′ 6,1″ O)                   | |             |                                                     |
| BW                            | Cr 7     | Rotbuche               | Crivitz (53° 35′ 11,7″ N, 11° 40′ 7,2″ O)                   | |             |                                                     |
| BW                            | Cr 8     | Rotbuche               | Crivitz (53° 35′ 11,4″ N, 11° 40′ 6,6″ O)                   | |             |                                                     |
| BW                            | Cr 9     | Rotbuche               | Crivitz (53° 35′ 9,1″ N, 11° 40′ 1,8″ O)                    | |             |                                                     |
| BW                            | Cr 10    | Stieleiche             | Crivitz (53° 36′ 35,8″ N, 11° 41′ 3,4″ O)                   | |             |                                                     |
| BW                            | De 1     | Kiefer                 | Demen Buerbeck (53° 37′ 16,5″ N, 11° 46′ 56,5″ O)           | |             |                                                     |
| BW                            | De 2     | Stieleiche             | Demen Buerbeck (53° 37′ 5,6″ N, 11° 47′ 59,1″ O)            | |             |                                                     |
| BW                            | De 3     | Stieleiche             | Demen Buerbeck (53° 37′ 37,1″ N, 11° 48′ 32,1″ O)           | |             |                                                     |
| mehr Fotos \| Fotos hochladen | De 5     | zwei Riesenmammutbäume | Demen Kölpin (53° 38′ 6,3″ N, 11° 39′ 16,3″ O)              | Beide Bäume sind über 40 Meter hoch und werden auch als Adam und Eva bezeichnet. Das Wappen der Gemeinde Demen enthält zwei Baumstämme, welche das Naturdenkmal symbolisieren sollen.                                                                          |             |                                                     |
| BW                            | De 7     | Bergahorn              | Demen Kölpin (53° 38′ 23,1″ N, 11° 40′ 8,4″ O)              | |             |                                                     |
| BW                            | De 8     | Spitzahorn             | Demen Kölpin (53° 38′ 23,3″ N, 11° 40′ 7,9″ O)              | |             |                                                     |
| BW                            | Gd 1     | Winterlinde            | Pinnow Godern (53° 37′ 15,1″ N, 11° 33′ 18,1″ O)            | |             |                                                     |
| BW                            | Gd 2     | Gemeine Kiefer         | Pinnow Godern (53° 37′ 29,3″ N, 11° 32′ 37,2″ O)            | |             |                                                     |
| BW                            | Gn 2     | Gemeine Kiefer         | Gneven (53° 38′ 52″ N, 11° 35′ 59,2″ O)                     | |             |                                                     |
| BW                            | GO 2     | Stieleiche             | Banzkow Jamel (53° 29′ 37″ N, 11° 33′ 31,8″ O)              | |             |                                                     |
| BW                            | Gä 1     | Douglasie              | Crivitz Gädebehn (53° 36′ 57,3″ N, 11° 37′ 59,2″ O)         | |             |                                                     |
| BW                            | Gä 2     | Stieleiche             | Crivitz Gädebehn (53° 39′ 3,8″ N, 11° 37′ 24,2″ O)          | |             |                                                     |
| BW                            | Gä 3     | Schwarzkiefer          | Crivitz Gädebehn (53° 37′ 32,6″ N, 11° 35′ 47″ O)           | |             |                                                     |
| BW                            | Gä 4     | sechs Stieleichen      | Crivitz Gädebehn (53° 37′ 54,4″ N, 11° 37′ 0,9″ O)          | |             |                                                     |
| BW                            | Gö 1     | Stieleiche             | Tramm Göhren (53° 30′ 51,5″ N, 11° 36′ 7,1″ O)              | |             |                                                     |
| BW                            | Gö 2     | Hängebirke             | Tramm Settin (53° 32′ 47,3″ N, 11° 37′ 44,4″ O)             | |             |                                                     |
| BW                            | Gö 3     | Rotbuche               | Tramm Settin (53° 32′ 47,3″ N, 11° 37′ 39″ O)               | |             |                                                     |
| BW                            | LB 2     | Wildbirne              | Langen Brütz Kritzow (53° 40′ 4,3″ N, 11° 35′ 13,5″ O)      | |             |                                                     |
| BW                            | LB 3     | Hainbuche              | Langen Brütz Kritzow (53° 40′ 3″ N, 11° 35′ 8″ O)           | |             |                                                     |
| BW                            | Le 3     | Stieleiche             | Leezen Görslow (53° 37′ 57,1″ N, 11° 31′ 21,3″ O)           | |             |                                                     |
| BW                            | Le 4     | Rotbuche               | Leezen Görslow (53° 37′ 34,4″ N, 11° 31′ 19,8″ O)           | |             |                                                     |
| BW                            | Le 5     | Rotbuche               | Leezen Görslow (53° 37′ 34,2″ N, 11° 31′ 19,7″ O)           | |             |                                                     |
| BW                            | Pl1      | Eiche                  | Plate auf dem Friedhof (53° 33′ 3,9″ N, 11° 29′ 56,3″ O)    | |             |                                                     |
| BW                            | Pl2      | Eiche                  | Plate Consrade (53° 34′ 28,5″ N, 11° 28′ 34,2″ O)           | Der Baum hat einen efeubewachsenen Stamm mit brettwurzelartigen Anläufen, ist jedoch mittlerweile abgestorben. Der Schutzstatus wurde 2017 aufgehoben. |             |                                                     |
| BW                            | Rb 2     | Stieleiche             | Dobin am See Rubow (53° 44′ 37″ N, 11° 35′ 39,4″ O)         | |             |                                                     |
| BW                            | Rb 3     | Stieleiche             | Dobin am See Rubow (53° 44′ 5,2″ N, 11° 34′ 48,3″ O)        | |             |                                                     |
| BW                            | Rb 4     | Stieleiche             | Dobin am See Rubow (53° 44′ 2,6″ N, 11° 34′ 52,4″ O)        | |             |                                                     |
| BW                            | Rb 5     | Wildbirne              | Dobin am See Rubow (53° 44′ 18,2″ N, 11° 34′ 46,6″ O)       | |             |                                                     |
| BW                            | Rb 7     | Silberweide            | Dobin am See Rubow (53° 45′ 41,8″ N, 11° 33′ 41,8″ O)       | |             |                                                     |
| BW                            | Rb 8     | Stieleiche             | Dobin am See Rubow (53° 45′ 49,8″ N, 11° 31′ 7″ O)          | |             |                                                     |
| BW                            | Rb 9     | Stieleiche             | Dobin am See Rubow (53° 43′ 18,9″ N, 11° 33′ 38,9″ O)       | |             |                                                     |
| BW                            | Rb 11    | Wildbirne              | Dobin am See Rubow (53° 43′ 46,4″ N, 11° 31′ 49,5″ O)       | |             |                                                     |
| BW                            | Rb 12    | Wildbirne              | Dobin am See Rubow (53° 43′ 40,9″ N, 11° 31′ 43,7″ O)       | |             |                                                     |
| BW                            | Re 2     | Wildbirne              | Dobin am See Retgendorf (53° 44′ 53,6″ N, 11° 31′ 24,1″ O)  | |             |                                                     |
| BW                            | RS 1     | Stieleiche             | Raben Steinfeld (53° 36′ 7,3″ N, 11° 30′ 7,2″ O)            | Die schlanke und hochreichende Krone besteht aus nur wenigen Ästen. Der mit Efeu bewachsene Stamm besitzt eine auffällige Borke. |             | Beschluss des Rates des Kreises Schwerin Nr. 122/82 |
| BW                            | RS 2     | Stieleiche             | Raben Steinfeld (53° 35′ 59,5″ N, 11° 30′ 2″ O)             | |             | Beschluss des Rates des Kreises Schwerin Nr. 122/82 |
| BW                            | RS 3     | Stieleiche             | Raben Steinfeld (53° 35′ 57,7″ N, 11° 30′ 12,5″ O)          | Der Baum hat einen beuligen Stammsockel. Sein Stamm mit einer Blitznarbe teilt sich in etwa fünf Meter Höhe in eine recht große Krone auf, die nur wenige abgestorbene Äste besitzt.                                                                           |             | Beschluss des Rates des Kreises Schwerin Nr. 122/82 |
| BW                            | RS 4     | Stieleiche             | Raben Steinfeld (53° 35′ 58″ N, 11° 30′ 13,9″ O)            | Der vom Schwefelporling befallene Baum hat einen komplett geschlossen Stamm, in dessen unterem Bereich die Äste entfernt wurden. In der hoch angesetzten Krone sind einige Äste abgestorben.                                                                   |             | Beschluss des Rates des Kreises Schwerin Nr. 122/82 |
| BW                            | RS 5     | Stieleiche             | Raben Steinfeld (53° 36′ 0,8″ N, 11° 30′ 21,7″ O)           | |             | Beschluss des Rates des Kreises Schwerin Nr. 122/82 |
| BW                            | RS 6     | Stieleiche             | Raben Steinfeld (53° 36′ 0,4″ N, 11° 30′ 29,5″ O)           | Der komplett geschlossene und unbeschädigte Stamm teilt sich in ungefähr drei Meter Höhe in zwei Stämmlinge auf. Es könnte sich bei dieser Zwieseleiche um zwei miteinander verwachsene Bäume handeln. Aus der sehr großen Krone brach 2006 ein großer Ast ab. |             | Beschluss des Rates des Kreises Schwerin Nr. 122/82 |
| BW                            | RS 7     | Stieleiche             | Raben Steinfeld (53° 35′ 59,8″ N, 11° 30′ 29,8″ O)          | |             | Beschluss des Rates des Kreises Schwerin Nr. 122/82 |
| BW                            | RS 8     | Stieleiche             | Raben Steinfeld (53° 36′ 20,3″ N, 11° 30′ 23,3″ O)          | |             | Beschluss des Rates des Kreises Schwerin Nr. 122/82 |
| BW                            | RS 9     | Stieleiche             | Raben Steinfeld (53° 36′ 16,9″ N, 11° 30′ 17,6″ O)          | |             | Beschluss des Rates des Kreises Schwerin Nr. 122/82 |
| BW                            | RS 10    | Stieleiche             | Raben Steinfeld (53° 36′ 24″ N, 11° 30′ 25,9″ O)            | Der Solitärbaum besitzt eine kugelrunde und volle Krone, in der nur wenige Äste fehlen. |             | Beschluss des Rates des Kreises Schwerin Nr. 122/82 |
| BW                            | RS 11    | Stieleiche             | Raben Steinfeld (53° 36′ 24,8″ N, 11° 30′ 37,1″ O)          | |             | Beschluss des Rates des Kreises Schwerin Nr. 122/82 |
| BW                            | RS 12    | Stieleiche             | Raben Steinfeld (53° 36′ 14,5″ N, 11° 30′ 29,3″ O)          | Der Baum ist stark mit Efeu überwachsen. In der Krone sind einige Äste zurückgeschnitten worden. |             | Beschluss des Rates des Kreises Schwerin Nr. 122/82 |
| BW                            | RS 13    | Stieleiche             | Raben Steinfeld (53° 36′ 15,8″ N, 11° 30′ 30,6″ O)          | |             | Beschluss des Rates des Kreises Schwerin Nr. 122/82 |
| BW                            | RS 14    | Stieleiche             | Raben Steinfeld (53° 36′ 13,2″ N, 11° 30′ 26,8″ O)          | |             | Beschluss des Rates des Kreises Schwerin Nr. 122/82 |
| BW                            | RS 15    | Stieleiche             | Raben Steinfeld (53° 36′ 11,7″ N, 11° 30′ 28,1″ O)          | |             | Beschluss des Rates des Kreises Schwerin Nr. 122/82 |
| BW                            | RS 16    | Stieleiche             | Raben Steinfeld (53° 36′ 12″ N, 11° 30′ 29,7″ O)            | |             | Beschluss des Rates des Kreises Schwerin Nr. 122/82 |
| BW                            | RS 17    | Stieleiche             | Raben Steinfeld (53° 36′ 11,3″ N, 11° 30′ 26,5″ O)          | |             | Beschluss des Rates des Kreises Schwerin Nr. 122/82 |
| BW                            | RS 18    | Stieleiche             | Raben Steinfeld (53° 36′ 21,5″ N, 11° 30′ 32,7″ O)          | |             | Beschluss des Rates des Kreises Schwerin Nr. 122/82 |
| BW                            | RS 19    | Stieleiche             | Raben Steinfeld (53° 36′ 32,5″ N, 11° 30′ 39,4″ O)          | Der Baum besitzt einen geschlossenen Stamm und eine vollständige, etwas unregelmäßige Krone mit nur geringem Totholzanteil. |             | Beschluss des Rates des Kreises Schwerin Nr. 122/82 |
| BW                            | RS 20    | Stieleiche             | Raben Steinfeld (53° 36′ 41,5″ N, 11° 30′ 38,2″ O)          | Der breite Stamm des Baumes hat keine Öffnungen und trägt eine recht große Krone mit wenig Totholz. |             | Beschluss des Rates des Kreises Schwerin Nr. 122/82 |
| BW                            | RS 21    | Stieleiche             | Raben Steinfeld (53° 36′ 41,1″ N, 11° 30′ 50″ O)            | |             | Beschluss des Rates des Kreises Schwerin Nr. 122/82 |
| BW                            | RS 22    | Stieleiche             | Raben Steinfeld (53° 36′ 29,8″ N, 11° 30′ 47,5″ O)          | |             | Beschluss des Rates des Kreises Schwerin Nr. 122/82 |
| BW                            | RS 23    | Stieleiche             | Raben Steinfeld (53° 36′ 41,7″ N, 11° 31′ 0,8″ O)           | |             | Beschluss des Rates des Kreises Schwerin Nr. 122/82 |
| BW                            | RS 24    | Stieleiche             | Raben Steinfeld (53° 36′ 42″ N, 11° 31′ 1″ O)               | |             | Beschluss des Rates des Kreises Schwerin Nr. 122/82 |
| BW                            | RS 25    | Stieleiche             | Raben Steinfeld (53° 36′ 42,7″ N, 11° 31′ 0,5″ O)           | |             | Beschluss des Rates des Kreises Schwerin Nr. 122/82 |
| BW                            | RS 26    | Stieleiche             | Raben Steinfeld (53° 36′ 45,9″ N, 11° 31′ 1,5″ O)           | |             | Beschluss des Rates des Kreises Schwerin Nr. 122/82 |
| BW                            | RS 27    | Stieleiche             | Raben Steinfeld (53° 36′ 46,7″ N, 11° 31′ 1,1″ O)           | |             | Beschluss des Rates des Kreises Schwerin Nr. 122/82 |
| BW                            | RS 28    | Stieleiche             | Raben Steinfeld (53° 36′ 47,1″ N, 11° 31′ 1,4″ O)           | |             | Beschluss des Rates des Kreises Schwerin Nr. 122/82 |
| BW                            | RS 29    | Stieleiche             | Raben Steinfeld (53° 36′ 58,1″ N, 11° 30′ 27,6″ O)          | |             | Beschluss des Rates des Kreises Schwerin Nr. 122/82 |
| BW                            | RS 30    | Stieleiche             | Raben Steinfeld (53° 36′ 0,2″ N, 11° 30′ 21,8″ O)           | |             | Beschluss des Rates des Kreises Schwerin Nr. 122/82 |
| BW                            | RS 31    | Stieleiche             | Raben Steinfeld (53° 37′ 1,8″ N, 11° 30′ 52,4″ O)           | Der unbeschädigte Stamm hat eine ausgeprägte Borke mit einer Tiefe von bis zu 10 cm, die sich spiralförmig um den Baum zieht. Die große, unregelmäßige Krone enthält abgestorbene Äste.                                                                        |             | Beschluss des Rates des Kreises Schwerin Nr. 122/82 |
| BW                            | RS 32    | Stieleiche             | Raben Steinfeld (53° 35′ 57,6″ N, 11° 30′ 23,1″ O)          | |             | Beschluss des Rates des Kreises Schwerin Nr. 122/82 |
| BW                            | RS 33    | Stieleiche             | Raben Steinfeld (53° 35′ 55,8″ N, 11° 29′ 59,1″ O)          | Nachdem 2005 ein Pflegeschnitt an dem Baum durchgeführt wurde, ist die Krone 2006 radikal eingekürzt worden. In der Krone gibt es abgestorbene Äste. |             | Beschluss des Rates des Kreises Schwerin Nr. 122/82 |
| BW                            | RS 34    | Stieleiche             | Raben Steinfeld (53° 36′ 2,5″ N, 11° 30′ 9,5″ O)            | |             | Beschluss des Rates des Kreises Schwerin Nr. 122/82 |
| BW                            | RS 35    | Schnurbaum             | Raben Steinfeld (53° 36′ 8,5″ N, 11° 30′ 5,2″ O)            | |             |                                                     |
| BW                            | RS 37    | Kiefer                 | Raben Steinfeld (53° 34′ 57″ N, 11° 29′ 49,1″ O)            | |             |                                                     |
| BW                            | Ru 1     | Schwarzpappel          | Friedrichsruhe Ruthenbeck (53° 32′ 0,5″ N, 11° 42′ 32″ O)   | |             |                                                     |
| BW                            | Su 1     | Stieleiche             | Suckow (53° 32′ 57″ N, 11° 33′ 29″ O)                       | |             |                                                     |
| BW                            | We 1     | Tulpenbaum             | Crivitz Wessin (53° 34′ 29,5″ N, 11° 43′ 44,4″ O)           | |             |                                                     |
| BW                            | Za 1     | 19 Winterlinden        | Zapel auf dem Kirchplatz (53° 33′ 12,1″ N, 11° 39′ 53,7″ O) | Der Schutzstatus einer Linde wurde 2017 aufgehoben. |             |                                                     |
| BW                            | Za 2     | Stieleiche             | Zapel (53° 33′ 8,9″ N, 11° 39′ 56″ O)                       | Bei Bränden in den Jahren 1958 und 1991 ist der Stamm beschädigt worden. Dieser ist hohl und halbseitig offen. Die aus nur noch wenigen Ästen bestehenden Krone wurde durch Seile gesichert.                                                                   |             |                                                     |
| BW                            | Za 3     | Stieleiche             | Zapel (53° 33′ 7,5″ N, 11° 39′ 55,9″ O)                     | |             |                                                     |
| BW                            | Za 4     | Roteiche               | Zapel (53° 32′ 47″ N, 11° 39′ 46,6″ O)                      | |             |                                                     |
| BW                            | Za 5     | Wacholdergruppe        | Zapel (53° 32′ 31″ N, 11° 40′ 31,4″ O)                      | |             |                                                     |

## Flächennaturdenkmale
| Bild            | Nr.          | Bezeichnung                              | Standort                                                    | Beschreibung | Schutzzweck | Verordnung |
| --------------- | ------------ | ---------------------------------------- | ----------------------------------------------------------- | --- | ----------- | --- |
| Fotos hochladen | fnd_pch_016  | Rundes Holz bei Frauenmark               | Friedrichsruhe Frauenmark (53° 32′ 21,1″ N, 11° 47′ 2,7″ O) | Die 2,34 ha große Fläche mit alten Buchen wurde 1982 als Flächennaturdenkmal ausgewiesen. Es finden sich dort Salomonssiegel, Efeu und Waldmeister sowie Vorkommen von Greifvögeln. |             | Beschluss des Rates des Kreises Parchim Nr. 137-20/1982 vom 29.09.1982                                              |
| BW              | fnd_pch_050  | Moor am Klaushof                         | Demen (53° 37′ 37,3″ N, 11° 41′ 58,3″ O)                    | Fläche 2,00 ha |             | Beschluss des Rates des Kreises Schwerin-Land Nr. 7/90 vom 07.02.1990 über die Ausweisung von Flächennaturdenkmalen |
| BW              | fnd_pch_052  | Aufgelassene Kiesgrube                   | Crivitz (53° 34′ 10,7″ N, 11° 37′ 11,4″ O)                  | Fläche 0,04 ha |             | Beschluss des Rates des Kreises Schwerin-Land Nr. 122/82 vom 27.10.1982                                             |
| BW              | fnd_pch_053  | Westufer des Barniner Sees               | Crivitz (53° 35′ 51,2″ N, 11° 40′ 42,8″ O)                  | Fläche 3,00 ha |             | Beschluss des Rates des Kreises Schwerin-Land Nr. 122/82 vom 27.10.1982                                             |
| BW              | fnd_pch_054  | Gnevener Moor                            | Gneven (53° 37′ 50,7″ N, 11° 33′ 31,3″ O)                   | Fläche 1,00 ha |             | Beschluss des Rates des Kreises Schwerin-Land Nr. 122/82 vom 27.10.1982                                             |
| BW              | fnd_pch_055  | Bruchweiher bei Bülow                    | Bülow (53° 35′ 40,3″ N, 11° 46′ 17,3″ O)                    | Fläche 1,00 ha |             | Beschluss des Rates des Kreises Schwerin-Land Nr. 7/90 vom 07.02.1990 über die Ausweisung von Flächennaturdenkmalen |
| BW              | fnd_pch_056  | Bülower Torfstiche                       | Bülow (53° 36′ 30,3″ N, 11° 45′ 59,8″ O)                    | Fläche 4,29 ha |             | Beschluss des Rates des Kreises Schwerin-Land Nr. 7/90 vom 07.02.1990 über die Ausweisung von Flächennaturdenkmalen |
| BW              | fnd_pch_057a | Hof Zapeler Teiche                       | Zapel (53° 33′ 56,1″ N, 11° 40′ 37,8″ O)                    | Fläche 3,00 ha |             | Beschluss des Rates des Kreises Schwerin-Land Nr. 7/90 vom 07.02.1990 über die Ausweisung von Flächennaturdenkmalen |
| BW              | fnd_pch_057b | Hof Zapeler Teiche                       | Zapel (53° 33′ 44,4″ N, 11° 40′ 50,2″ O)                    | |             | Beschluss des Rates des Kreises Schwerin-Land Nr. 7/90 vom 07.02.1990 über die Ausweisung von Flächennaturdenkmalen |
| BW              | fnd_pch_058  | Göhrener Moor                            | Göhren (53° 31′ 39,6″ N, 11° 37′ 3,5″ O)                    | Fläche 2,15 ha |             | Beschluss des Rates des Kreises Schwerin-Land Nr. 7/90 vom 07.02.1990 über die Ausweisung von Flächennaturdenkmalen |
| BW              | fnd_pch_059  | Feldmoor bei Karnin                      | Langen Brütz (53° 40′ 19,6″ N, 11° 34′ 0,7″ O)              | Fläche 0,77 ha |             | Beschluss des Rates des Kreises Schwerin-Land Nr. 7/90 vom 07.02.1990 über die Ausweisung von Flächennaturdenkmalen |
| BW              | fnd_pch_060  | Kesselmoor bei Raben Steinfeld           | Raben Steinfeld (53° 35′ 39,9″ N, 11° 31′ 7,3″ O)           | Fläche 0,55 ha |             | Beschluss des Rates des Kreises Schwerin-Land Nr. 7/90 vom 07.02.1990 über die Ausweisung von Flächennaturdenkmalen |
| BW              | fnd_pch_061  | Kranichmoor westlich Gneven              | Gneven (53° 38′ 5,1″ N, 11° 33′ 8,4″ O)                     | Fläche 1,47 ha |             | Beschluss des Rates des Kreises Schwerin-Land Nr. 7/90 vom 07.02.1990 über die Ausweisung von Flächennaturdenkmalen |
| BW              | fnd_pch_062  | Kesselmoor südöstlich Brahlstorfer Hütte | Cambs Brahlstorfer Hütte (53° 42′ 28,8″ N, 11° 34′ 8,3″ O)  | Fläche 2,18 ha |             | Beschluss des Rates des Kreises Schwerin-Land Nr. 7/90 vom 07.02.1990 über die Ausweisung von Flächennaturdenkmalen |
| BW              | fnd_pch_063  | Altholzbestand bei Langen Brütz          | Godern (53° 37′ 49,1″ N, 11° 32′ 6,3″ O)                    | Fläche 2,62 ha |             | Beschluss des Rates des Kreises Schwerin-Land Nr. 7/90 vom 07.02.1990 über die Ausweisung von Flächennaturdenkmalen |
| BW              | fnd_pch_064  | Wendenmoor bei Kritzow                   | Langen Brütz Kritzow (53° 40′ 20,9″ N, 11° 35′ 16,7″ O)     | Fläche 4,06 ha |             | Beschluss des Rates des Kreises Schwerin-Land Nr. 7/90 vom 07.02.1990 über die Ausweisung von Flächennaturdenkmalen |
| BW              | fnd_pch_065  | Wollgrasmoor                             | Cambs Brahlstorfer Hütte (53° 42′ 24,7″ N, 11° 34′ 46,6″ O) | Fläche 1,84 ha |             | Beschluss des Rates des Kreises Schwerin-Land Nr. 7/90 vom 07.02.1990 über die Ausweisung von Flächennaturdenkmalen |
| BW              | fnd_pch_066  | Rummelmoor                               | Cambs Brahlstorfer Hütte (53° 42′ 56,4″ N, 11° 34′ 10,4″ O) | Fläche 3,40 ha |             | Beschluss des Rates des Kreises Schwerin-Land Nr. 7/90 vom 07.02.1990 über die Ausweisung von Flächennaturdenkmalen |
| BW              | fnd_pch_067  | Feuchtgebiet bei Langen Brütz            | Langen Brütz (53° 39′ 47,1″ N, 11° 33′ 59,8″ O)             | Fläche 1,18 ha |             | Beschluss des Rates des Kreises Schwerin-Land Nr. 7/90 vom 07.02.1990 über die Ausweisung von Flächennaturdenkmalen |
| BW              | fnd_pch_068  | Feuchtwiese bei Brahlstorf               | Cambs (53° 41′ 40,3″ N, 11° 32′ 45,1″ O)                    | Fläche 2,50 ha |             | Beschluss des Rates des Kreises Schwerin-Land Nr. 7/90 vom 07.02.1990 über die Ausweisung von Flächennaturdenkmalen |
| BW              | fnd_pch_069  | Obere Motel                              | Cambs Brahlstorfer Hütte (53° 42′ 40,5″ N, 11° 33′ 40,9″ O) | Fläche 5,00 ha |             | Beschluss des Rates des Kreises Schwerin-Land Nr. 7/90 vom 07.02.1990 über die Ausweisung von Flächennaturdenkmalen |
| BW              | fnd_pch_070  | Moor bei Krudopp                         | Crivitz (53° 33′ 49,6″ N, 11° 37′ 7,2″ O)                   | Fläche 1,00 ha |             | Beschluss des Rates des Kreises Schwerin-Land Nr. 7/90 vom 07.02.1990 über die Ausweisung von Flächennaturdenkmalen |
| BW              | fnd_pch_071  | Brache bei Hof Barnin                    | Barnin (53° 35′ 17,4″ N, 11° 42′ 56,1″ O)                   | Fläche 0,50 ha |             | Beschluss des Rates des Kreises Schwerin-Land Nr. 7/90 vom 07.02.1990 über die Ausweisung von Flächennaturdenkmalen |
| BW              | fnd_pch_073  | Zwischenmoor bei Tramm                   | Tramm (53° 32′ 6,7″ N, 11° 38′ 18,6″ O)                     | |             | Beschluss des Rates des Kreises Schwerin-Land Nr. 7/90 vom 07.02.1990 über die Ausweisung von Flächennaturdenkmalen |
| BW              | fnd_pch_074  | Teufelsmoor bei Gädebehn                 | Crivitz Kladow (53° 37′ 34,2″ N, 11° 36′ 2,2″ O)            | Fläche 4,00 ha |             | Beschluss des Rates des Kreises Schwerin-Land Nr. 7/90 vom 07.02.1990 über die Ausweisung von Flächennaturdenkmalen |
| BW              | fnd_pch_075a | Torfmoor und Mittelbrook                 | Langen Brütz (53° 40′ 5,3″ N, 11° 33′ 18,1″ O)              | Fläche 2,00 ha |             | Beschluss des Rates des Kreises Schwerin-Land Nr. 7/90 vom 07.02.1990 über die Ausweisung von Flächennaturdenkmalen |
| BW              | fnd_pch_075b | Torfmoor und Mittelbrook                 | Langen Brütz (53° 40′ 17,2″ N, 11° 33′ 21,6″ O)             | |             | Beschluss des Rates des Kreises Schwerin-Land Nr. 7/90 vom 07.02.1990 über die Ausweisung von Flächennaturdenkmalen |
| BW              | fnd_pch_076a | Tax´n Barg                               | Langen Brütz (53° 40′ 22,3″ N, 11° 33′ 28,1″ O)             | Fläche 1,50 ha |             | Beschluss des Rates des Kreises Schwerin-Land Nr. 7/90 vom 07.02.1990 über die Ausweisung von Flächennaturdenkmalen |
| BW              | fnd_pch_076b | Tax´n Barg                               | Langen Brütz (53° 40′ 15,9″ N, 11° 33′ 15,8″ O)             | |             | Beschluss des Rates des Kreises Schwerin-Land Nr. 7/90 vom 07.02.1990 über die Ausweisung von Flächennaturdenkmalen |
| BW              | fnd_pch_077  | Kiesgrube mit Grenzhecke Steilhang       | Leezen (53° 39′ 45,1″ N, 11° 31′ 22,5″ O)                   | Fläche 2,50 ha |             | Beschluss des Rates des Kreises Schwerin-Land Nr. 7/90 vom 07.02.1990 über die Ausweisung von Flächennaturdenkmalen |
| BW              | fnd_pch_078  | Grenzhecke bei Brahlstorfer Hütte        | Cambs Brahlstorfer Hütte (53° 42′ 54,4″ N, 11° 33′ 55,6″ O) | |             | Beschluss des Rates des Kreises Schwerin-Land Nr. 7/90 vom 07.02.1990 über die Ausweisung von Flächennaturdenkmalen |
| BW              | fnd_pch_079  | Grenzhecke bei Zittow                    | Leezen Zittow (53° 40′ 39,9″ N, 11° 30′ 57″ O)              | |             | Beschluss des Rates des Kreises Schwerin-Land Nr. 7/90 vom 07.02.1990 über die Ausweisung von Flächennaturdenkmalen |
| BW              | fnd_pch_080  | Fischerwerder                            | Pinnow (53° 36′ 40,4″ N, 11° 31′ 42,4″ O)                   | Fläche 3,00 ha |             | Beschluss des Rates des Kreises Schwerin-Land Nr. 7/90 vom 07.02.1990 über die Ausweisung von Flächennaturdenkmalen |
| BW              | fnd_pch_081  | Flakenwerder                             | Pinnow (53° 36′ 20,6″ N, 11° 31′ 44,7″ O)                   | Fläche 3,50 ha |             | Beschluss des Rates des Kreises Schwerin-Land Nr. 7/90 vom 07.02.1990 über die Ausweisung von Flächennaturdenkmalen |
| BW              | fnd_pch_082  | Feldmoor bei Speuß                       | Bülow (53° 35′ 13,6″ N, 11° 47′ 38″ O)                      | Fläche 4,92 ha |             | Beschluss des Rates des Kreises Schwerin-Land Nr. 7/90 vom 07.02.1990 über die Ausweisung von Flächennaturdenkmalen |